# Годзилла против Монстра Зеро
«Годзилла против Монстра Зеро» (яп. 怪獣大戦争) — японский фантастический кайдзю-фильм, снятый Исиро Хондой, продолжение «Гидоры, трёхголового монстра». Это шестой фильм о динозавре Годзилле, третий о птерозавре Родане и второй о драконе Кинге Гидоре, а также первый, где появляются пришельцы Ксилены. В Японии фильм вышел в прокат 19 декабря 1965 года. В Японии в год выхода фильм посмотрели 3 780 000 зрителей.
Несмотря на то, что сюжет фильма типично фантастико-приключенческий, в нём также есть элементы комедии.
В 2007 году фильм был выпущен на DVD.
В США фильм вышел под названием «Монстр Зиро» в 1970 году.

## Сюжет
ОКЦ (Объединённый космический центр) посылает двух астронавтов, Глена и Фудзи, в сторону Юпитера, чтобы исследовать новую планету (Планету Х). Вскоре после посадки, астронавты попадают в подземелье, где живут жители Планеты Х. Инопланетяне рассказывают, что вынуждены скрываться под землей из-за того, что Монстр Зеро постоянно атакует поверхность их планеты. Звучит сигнал тревоги: Монстр Зеро снова атакует. Люди узнают в нём Гидору. Инопланетяне предлагают людям доставить с Земли на Планету Х Годзиллу и Родана, чтобы те смогли победить Монстра Зеро, а взамен предлагают вручить лекарство от рака. Глен и Фудзи возвращаются на Землю и с помощью продвинутой техники инопланетян доставляют Годзиллу и Родана на планету Х. Пришельцы вручают людям обещанное лекарство и скрываются в недрах своей планеты.

## В ролях
| Актёр           | Роль            |
| --------------- | --------------- |
| Ник Адамс       | Глен            |
| Акира Такарада  | Фудзи           |
| Кюми Мизуно     | Намикава        |
| Дзюн Тазаки     | доктор Сакураи  |
| Акира Кюбо      | Тэцуо Тери      |
| Ёсия Цусия      | Ксилен          |
| Кэико Саваи     | Харуно Фудзи    |
| Гэн Симидзю     | министр обороны |
| Харуо Накадзима | Годзилла        |
| Масаки Синохара | Родан           |
| Сёити Хиросэ    | Кинг Гидора     |

Во время съёмок фильма Ник Адамс произносит все фразы на родном языке. Его речь была сохранена в американской версии фильма, а в Японии его роль дублировал Горо Ная.

## В зарубежном прокате
В США этот фильм выходил как «Монстр Зиро» и "Годзилла против Монстра Зиро"в 1970 году. В американском варианте были вырезаны некоторые незначительные сцены: разговоры инопланетян на языке Планеты Х, взлёт Родана над холмом, и сцена, где Годзилла подпрыгивает от радости что победил Кинга Гидору. Также было немного изменено музыкальное оформление.
В американской версии фильма Ксилены предлагают людям лекарство не только от рака, но и от всех неизлечимых на Земле болезней.

## Названия
Великая война монстров — японское название.
Монстр Зиро — название театрального релиза в США.
Великая война монстров: Кинг Гидора против Годзиллы — переиздание японской версии в 1971 г.
Годзилла против Монстра Зиро — американское название домашнего видео в 1982 г.
Вторжение Астро-монстра — международное название.